# 日本大家論集
『日本大家論集』（にほんたいかろんしゅう）は、博文館が発行していた日本の雑誌。1887年（明治20年）6月創刊、1894年（明治27年）12月廃刊。全91冊。博文館が刊行した最初の出版物であり、総合雑誌『太陽』の前身となった雑誌である。英語題 The Collection of Essays by Eminent Writers in Japan.
当時の版権（著作権）に関する法的不備を利用して、他の雑誌に掲載された論文等を無断転載し、低廉な価格で販売した。そのため、他の出版業者の顰蹙を買いながらも爆発的な売れ行きを示し、草創期の博文館の発展に寄与することになった。

## 沿革

### 創刊
新潟県の長岡で書籍の取次販売と『越佐毎日新聞』の発行を営んでいた大橋佐平は、1886年（明治19年）11月に上京し、翌1887年（明治20年）、東京で雑誌の発行を企画した。佐平は当初、宗教雑誌と女学生向け雑誌を作るつもりでいたが、息子の新太郎からの提案で、集録雑誌（アンソロジー雑誌）の発行を行うことになる。なお、集録雑誌という発想は博文館のオリジナルではなく、明治10年代にすでに『新聞集誌』『集合新誌』『新聞読物抜萃』などの無断転載集録雑誌が存在しており、大橋新太郎はこれらを参考にした可能性が指摘されている。
内山正如が編輯人となり、1887年6月15日付で第1編を発行。第1編は菊判80ページで定価10銭であった。表紙の意匠・版面などは、『国民之友』の模倣であることが指摘されている。
第1編に掲載された論文と転載元は以下の通りである。
1. 中村正直「我ハ造物主アルヲ信ス」『哲学会雑誌』第2号
2. 辰巳小二郎「上代日本人所想ノ霊魂」同上
3. 富井政章「立法ノ大本ハ正ト利トノ二ニ帰ス」『法学協会雑誌』第24号
4. 田尻稲次郎「ウヰリヤム第三世ノ啓運」『国家学会雑誌』第2号
5. 大谷木備一郎「公犯私犯ノ区別」『明法志林』第121号
6. 重野安繹「史ノ話」『東京学士会院雑誌』第9編の3
7. 島地黙雷「知足安分ト進取力行トノ交際」『令知会雑誌』第36号
8. 加藤弘之「法ト道トノ別」『法学協会雑誌』第23号
9. 緒方正規「虎列拉「バクテリア」ノ化学反応」『東京医事新誌』第477号
10. 小金井良精「動物及人類ノ頭骨」『東洋学芸雑誌』第68号
11. 浜田健次郎「物価変動ノ理ヲ論シテ方今商業衰退ノ原因ニ及ホス」『国家学会雑誌』第3号
12. 矢田部良吉「悲憤慷慨ノ説」『東洋学芸雑誌』第50号
13. 穂積陳重「自殺ノ説」『東洋学芸雑誌』第60号
14. 高田早苗「男女同権ノ新策」『中央学術雑誌』第39号
15. 桜井錠二「女子ノ体育」『東洋学芸雑誌』第67号
16. 坪内雄蔵「物語ニ三種ノ区別アル事」『教育報知』第68号
17. 宇川盛三郎「行政法大意 第一回」『講談演説集』第4冊
18. 原坦山「法体論」『東洋宗教新聞』第1号

創刊号はたちまち売り切れ、7月中だけでも4版を重ね、翌1888年（明治21年）2月まで増刷を続けたという。坪谷善四郎の『大橋佐平翁伝』には、第1編は初版3,000部で、最終的に10,000部以上を発行したとあるが、これは誇張で、実際には初版1,000部、総計発行部数4,000 - 4,500部程度と推定されている。また、『大橋佐平翁伝』などでは、ほとんど宣伝を行わなかったかのように書かれているが、実際には、『郵便報知新聞』『時事新報』『東京日日新聞』『毎日新聞』『朝野新聞』などの有力紙や、『国民之友』『東京経済雑誌』『万報一覧』などの有力誌に広告が掲載されている。

### 無断転載と版権問題
『日本大家論集』が創刊された1887年当時、図書は出版条例、新聞・雑誌は新聞紙条例によって統制されており、今日の著作権にあたる版権は図書にのみ認められていた。また、方式主義がとられていたため、出版条例に基づいて内務省に免許の申請をする必要があった。このため、雑誌記事は基本的に版権による保護を受けることができず、無断転載は法的な規制を受けなかった。
『学海之指針』誌は、創刊号（1887年7月25日付）に掲載された論説4本のうち3本を『日本大家論集』第3編（1887年8月15日付）に無断転載されたが、同誌第2号（1887年8月25日付）では、「固より版権あるにあらざれば、其転載せられしは、本社の名誉なりとでもあきらめる外はなかるべし」と、不快感とともに諦めの態度を示している。
なお、新聞紙条例では、「学術技術統計及官令又ハ物価報告」のみを掲載する新聞・雑誌に限り保証金を収める必要はなかったため、『日本大家論集』は保証金を収めない雑誌として届け出された。このため政治・時事に関する記事は掲載できず、もっぱら『東洋学芸雑誌』『国家学会雑誌』などの学術誌からの転載が行われていた。
ところが、これと同時期に新聞連載の無断出版が問題化したため、政府は1887年12月に出版条例を全面改正（明治20年勅令第76号）するとともに版権条例（明治20年勅令第77号）を制定し、学術・技芸に関する事項を掲載する雑誌について版権登録を認めた。これにより、主要な転載元だった『東洋学芸雑誌』『国家学会雑誌』『学海之指針』『哲学会雑誌』などが軒並み版権を登録し、無断転載できなくなったため、『日本大家論集』は次第に講演筆記を掲載するようになる。もっとも、以後も、版権を登録していない雑誌や、版権条例施行以前に発行された雑誌からの無断転載は続けられている。

### 方針転換から廃刊へ
1889年（明治22年）12月発行の第31編までを刊行したのち、1890年（明治23年）1月、『日本之教学』を吸収合併し、号数を第2巻第1号と改めた。これとともに講演筆記、他誌からの許諾つき転載、独自の論文掲載へと方針を転換する。ただしその後も、『国家学会雑誌』第83号（1894年1月号）に掲載された近衛篤麿の講演録「華族論」を、文体を変えて同年2月号・3月号（第6巻第2号・第3号）に転載し、無断転載として提訴されるという事件を起こしている。この事件は、博文館側が非を認めて謝罪文を掲載し、提訴取り下げとなった。
方針転換後は低迷を続け、毎年のように判型や内容構成の変更を続けた。1893年（明治26年）12月末、『日本教育雑誌』を廃刊し『日本大家論集』に統合。1894年（明治27年）からは「政談」「時事」欄を新設した。1895年（明治28年）1月創刊の『太陽』に吸収合併される形で廃刊となった。
なお1893年4月、版権条例に代わり版権法が公布され、すべての新聞・雑誌の版権取得が可能になるとともに、新聞・雑誌記事を2年以内に無断転載ないし無断出版することが禁止された。これにより無断転載雑誌は完全に違法となった。

## 評価
内田魯庵は、『太陽』1912年（明治45年）6月号に寄せたエッセイにおいて、「小生は此の「大家論集」の愛読者であった。小生ばかりでなく、当時の貧乏なる読書生は皆此の「大家論集」の恩恵を感謝したであろう」と記している。星一も、福島県で小学校教員をやっていたころに愛読していたという。
一方で他の新聞・雑誌からは、創刊当初から「剽窃雑誌」等として激しい批判・攻撃を受けた。
当時『頓智協会雑誌』の編集・発行人だった宮武外骨は、「破廉恥雑誌」「敗徳雑誌」「泥棒雑誌」等と罵倒している。外骨は当時、『学海之指針』の山県悌三郎から誘われて「教育雑誌記者懇親会」という会合に参加していたが、その場に博文館主の大橋佐平が招かれてもいないのに押しかけて「アンタの雑誌は印刷費がイクラかゝりますか、毎月イクラ位儲かりますか」と打算的なことばかりを尋ねるのが癪にさわったので、「泥棒雑誌に記者は無い筈、今後再び出席しないやう佐平罵倒の演説をやらうと思ひますが如何」と主張して、中川重麗に「其御意見は通切の快事ですが、我々教育家としては面罵に賛成し難いから、それはお止めください」と止められたという。
また、誠文堂新光社の創業者である小川菊松は、回想録の中で、明治末頃、誠之堂という書店の番頭から、「出版でボロイ儲けの出来たのは、十四、五年前ごろまでの事で、その証拠は博文館を御覧よ。あれがあんなに大きくなつたのは、人の書いたものをタダで集めて出したり、原稿料の要らない昔の物をかき集めて、出版して設けたからですよ」という愚痴を聞かされたことを記している。